# 용인 동도사 석불좌상
동도사 석불좌상은 대한민국 경기도 용인시 처인구 이동면 어비리, 동도사에 있는 조선시대의 석불이다. 2011년 6월 27일 용인시의 향토문화재 제65호로 지정되었다.